# هنري كوهن (قاضي)
هنري كوهن (بالإنجليزية: Henry Cohen)‏ هو قاضي أسترالي، ولد في 1 ديسمبر 1840، وتوفي في 5 يناير 1912.